# Leinster
Leinster (en irlandés: Laighin) es la provincia oriental de Irlanda, que comprende los condados de Carlow, Dublín, Kildare, Kilkenny, Laois, Longford, Louth, Meath, Offaly, Westmeath, Wexford y Wicklow. Leinster posee la mayor población de las cuatro provincias de Irlanda. Su bandera tradicional muestra un arpa dorada sobre un fondo verde.

## Ciudades
- La ciudad más grande de Leinster es Dublín, y es la capital de Irlanda. El área de Dublín tiene una población de 2 504 814 (2011).
- La ciudad de Kilkenny (y alrededores) tienen una población de 95 419 (2011)

## Grandes poblaciones
- Bray (31 901)
- Swords (37 806)
- Dundalk (29 538)
- Drogheda (37 601)
- Navan (26 938)
- Naas (21 715)
- Celbridge (14 790)
- Mullingar (18 529)
- Athlone (16 888)
- Wexford (18 590)
- Portlaoise (14 275)
- Tullamore (13 085)

## Origen del nombre y breve historia

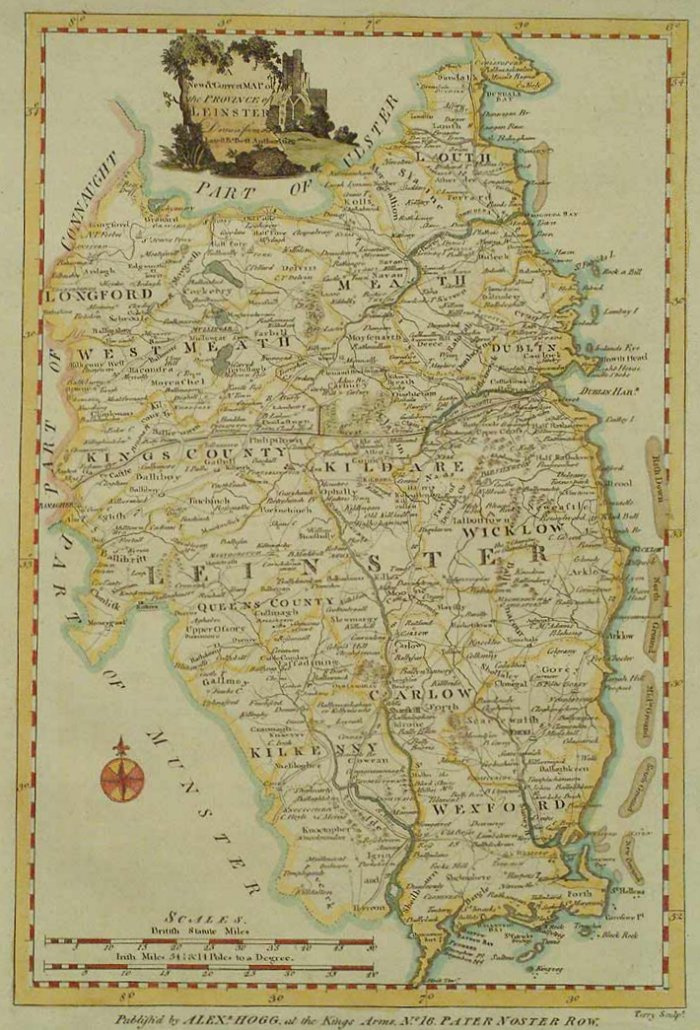
Mapa de Leinster, 1784

En épocas antiguas Leinster estuvo habitado por cinco importantes tribus de Fir Bolg, de las cuales la tribu de los Laigin dio a Leinster su nombre. Los Fir Bolg pueden estar relacionados con los Belgae, aunque no hay total certeza a este respecto. Posteriormente, las tribus de Leinster fueron unidas por Úgaine Mor Hugony “el grande”, que construyó la colina-fortaleza de Ailinne Knochawlin, cerca de Kilcullen, condado de Kildare, que fue posiblemente, el primer rey histórico de Laigin (Leinster) en el siglo VII a. C. La parte “ster” del topónimo proviene de la palabra nórdica para referirse a estado, tal y como los vikingos llamaron a Dublín durante un período de tiempo.
En los siglos IV y V, después de que Magnus Maximus abandonara Gran Bretaña con sus legiones, colonos de Leinster se instalaron en el país de Gales, concentrándose especialmente en las zonas de Anglesey, Caernarfonshire, y Denbighshire, dejando su huella en lugares como la península de Lleyn, cuyo nombre deriva de Laigin.
En el siglo VIII, dos dinastías se disputaban el gobierno de la provincia:
El norte estaba gobernado por los Uí Dúnlainge, centrada en el condado de Kildare y formada por los Uí Muiredaig (posteriormente O'Toole) de Mullaghmast, los Uí Faelain (posteriormente O'Byrne) de Naas y los Uí Dúnchada (más tarde FitzDesmond) de Lyons Hill. Entre los reyes más importantes de esta dinastía merecen ser citados Murchad mac Brain Mut (m. 727), y Máel Mórda mac Murchada (m. 1014), cuñado de Brian Boru y tío de Sigtrygg Silkiskegg. Otro personaje destacado de esta dinastía es la hermana de Máel Morda, Gormflaith de Leinster.
En el sur, la dinastía principal era Uí Cheinnselaig, cuya capital se situaba en Ferns y sus dominios más importantes en el condado de Wexford. Alcanzó sus máximas cotas de poder a partir del siglo XI y a ella pertenecieron reyes como Áed mac Colggen (d. 738), y, sobre todo, Diarmait mac Maíl na mBó y su descendiente Dermot MacMurrough, el rey que desencadenaría la invasión normanda.

## Las fronteras de Leinster
Hoy, Leinster está constituido de doce condados, y abarca la vieja provincia de Meath (Meath y Westmeath). También en ella está la parroquia del condado (Annally) y de Lusmagh de Longford (en Offaly), ambos antes Connacht, y Louth, antes de Úlster. Las fronteras fueron marcadas por Oliver Cromwell para la administración y por razones militares.